# 安東蓮聖
安東 蓮聖（あんどう れんしょう）は、鎌倉時代中期から末期にかけての武士。北条氏得宗家被官である御内人。蓮聖は律僧としての法名で蓮性と表記することもある。安東平右衛門入道と呼ばれたことから平姓と考えられている。
本貫地については諸説あり、駿河国北安東荘（静岡県静岡市）、陸奥国津軽十三湊（青森県五所川原市）、豊後国佐賀郷（大分県大分市）などが候補として挙げられている。摂津国、和泉国を中心とした瀬戸内海沿岸一帯に所領をもち、主に西国の得宗領の管理や海運、金融に携わった。御内人が有徳人化した代表的な例とされている。
北条時頼の被官として、弘長2年（1262年）に西大寺叡尊への使者となり、翌3年（1263年）には信濃国善光寺に時頼が不断経衆の免田を寄附した際の沙汰をしている。一方で文永年間には京で山門の僧と結び借上を営んでおり、文永8年（1271年）には幕府の禁制を犯し近江国堅田浦で仁和寺の年貢運上船を差し押さえ、醍醐寺領越中国石黒荘山田郷の雑掌から訴えられるなど御内人でありながら悪党の側面も持っている。
文永10年（1273年）摂津多田院造営の惣奉行に就く。建治 3年（1277年）には和泉久米田寺の別当職を買得、所領を寄進し律宗の寺として再興、弘安5年（1282年）には叡尊を請じ堂供養を催行した。
弘安7年（1284年）守護北条兼時の下、摂津守護代に就任。乾元元年（1302年）には数百貫の私財を投じて播磨国福泊港を修築している。
嘉暦4年（1329年）、京五条の私邸で91歳で死去した。久米田寺に伝わっている「絹本著色安東蓮聖像」は国の重要文化財に指定されている。